# Ostalgi
 Der er for få eller ingen kildehenvisninger i denne artikel, hvilket er et problem. Du kan hjælpe ved at angive troværdige kilder til de påstande, som fremføres i artiklen.

Ostalgi (tysk Ostalgie, spøgende sammenblanding af ordene Ost og Nostalgie), er en betegnelse for den nostalgiske strømning, der er opstået i Tyskland omkring det tidligere DDR.
Ostalgi refererer til det fænomen, at flere og flere tyskere interesserer sig for produkter og dagligliv i det tidligere DDR, ofte på en ironisk måde. Især hos yngre tyskere har ostalgi karakter af kultstatus. Mange firmaer har genoptaget produktionen af tidligere DDR-produkter.
I 2003 fik ostalgien et skub med den prisbelønnede film Good bye, Lenin! med historien om en søn, der holder sin mor forskånet for den moderne verden i en østtysk lejlighed. En anden ostalgi-film, der har været i dansk biografdistribution er Sonnenallee (1999).

## Museer
I det tidligere DDR findes museer, der mindes dagligdagen i DDR. 
De mest kendte er DDR-Museum i Berlin og n'OSTalgie-Museum  i Leipzig. Museerne har fokus på den særlige østtyske længsel tilbage til DDR-tiden. Museerne råder over udstillingsgenstande fra dagligdagen i den socialistiske stat.
Museumboligen i Hellersdorf, Berlin.